# Bulletin de la Société préhistorique française
El Bulletin de la Société préhistorique française es una revista trimestral publicada por la Sociedad Prehistórica Francesa. Su primer número fue publicado en 1904 y su edición ha continuado de manera continua desde entonces.

## Forma actual
La revista consta de dos partes:
- una primera parte, compuesta por seis a ocho artículos sobre prehistoria, desde el Paleolítico arcaico hasta la Edad del Hierro.[1] Algunas sesiones de la Sociedad Prehistórica Francesa se publican en esta parte del Boletín, como números temáticos o dosieres;
- una segunda parte dedicada a la actualidad, reúne debates, comunicaciones breves sobre descubrimientos importantes, reseñas de libros o tesis, anuncios (seminarios, exposiciones, lecciones, publicaciones recientes, sitios web , etc.).[1]

Si bien tradicionalmente los artículos eran publicados en francés, actualmente se aceptan para su publicación trabajos en inglés, español, italiano y alemán, junto con un resumen largo en francés.

## Digitalización
Los números del Bulletin de la Société préhistorique française publicados entre 1904 y 2015 están disponibles en acceso abierto en el portal web Persée.

## Clasificación
La revista fue clasificada en la categoría "A" por el programa ERIH (European reference index for the humanities) de la European Science Foundation.